# Mrežaste stenice
Mrežaste stenice (znanstveno ime Tingidae) so družina stenic, za katere je značilno čipkam podobno omrežje žil in celic na sprednjih krilih, pronotumu in nekaterih drugih delih telesa. Redke vrste, ki nimajo tega omrežja, imajo številne drobne udrtine po površini skeleta. Družina obsega okoli 2000 znanih vrst, predstavniki merijo od 2 – 10 mm.
Vse mrežaste stenice so rastlinojede in se po navadi hranijo le z rastlinami določene družine, tako, da izsesavajo posamezne celice na listih. Po navadi ostanejo celo življenje na isti rastlini; če se pretirano namnožijo, lahko povzročijo veliko škode na kulturnih ali okrasnih rastlinah.